# لاغوسانتو
لاغوسانتو (بالإيطالية: Lagosanto)‏ هي بلدية في مقاطعة فيرارا في إقليم إميليا رومانيا الإيطالي.

## السكان
في سنة 1861 بلغ عدد السكان 1٬820 نسمة، وتطور العدد ليصل في سنة 2011 لـ 4٬952 نسمة.
يظهر هذا المخطط البياني تطور النمو السكاني لـ لاغوسانتو